# Resident Evil (serie)
 Denne artikel omhandler spilserien. For andre betydninger af Resident Evil, se Resident Evil.
Resident Evil-serien (i Japan kendt som Biohazard (バイオハザード Baiohazādo)) er en spilserie oprindeligt udviklet af Capcom til PlayStation, men som siden hen har bredt sig til andre konsoller og til PC. Spilserien grunder i horrorelementet i samspil med gådeløsning og actionsekvenser. Spilserien har overvejende haft pæn succes, som dog især gælder den seneste udgivelse, som har gjort serien alment kendt.
Ved lanceringen af Nintendos GameCube, indgik Capcom en eksklusiv aftale med Nintendo der sikrede, at samtlige kapitler i serien blev genudgivet til Nintendos, på daværende tidspunkt, nye konsol. Det første spil i serien – Resident Evil – gennemgik en større relancering og fik bl.a. tilføjet nye spilsektioner samt opdateret den grafiske flade. De efterfølgende spil, Resident Evil 2, Resident Evil 3: Nemesis og Resident Evil: Code Veronica X, blev blot konverteret fra deres originale form uden synlige ændringer.
Udgivelsen af Resident Evil 4 markerede enden på det eksklusive samarbejde imellem Capcom og Nintendo, da en PlayStation 2-konvertering af det fjerde kapitel, fulgte ca. et halvt år efter GameCube-udgivelsen. I dag er serien spredt over mange forskellige platforme. Bl.a. har serien haft et smut til det håndholdte marked, i form af en udgave til Nintendo DS med undertitlen Deadly Silence.

## Spiltitler
Følgende tabel er en oversigt over seriens foreløbige officielle titler.
| Spiltitel                                    | År for udgivelse | Original Platform               | Portede/Genudgivede Platforme                        |
| -------------------------------------------- | ---------------- | ------------------------------- | ---------------------------------------------------- |
| Resident Evil                                | 1996             | PlayStation                     | PC, Sega Saturn, GameCube, Mobiltelefon, Nintendo DS |
| Resident Evil 2                              | 1998             | PlayStation                     | PC, , Nintendo 64, Dreamcast, GameCube               |
| Resident Evil 3: Nemesis                     | 1999             | PlayStation                     | PC, Dreamcast, GameCube                              |
| Resident Evil: Survivor                      | 2000             | PlayStation                     | PC                                                   |
| Resident Evil Code: Veronica                 | 2000             | Dreamcast                       | PlayStation 2, GameCube                              |
| Resident Evil: Survivor 2 Code: Veronica     | 2001             | Arkade                          | PlayStation 2                                        |
| Resident Evil Gaiden                         | 2001             | Game Boy Color                  | Ingen                                                |
| Resident Evil Zero                           | 2002             | Gamecube                        | Wii                                                  |
| Resident Evil Outbreak                       | 2003             | PlayStation 2                   | Ingen                                                |
| Resident Evil Dead Aim                       | 2003             | PlayStation 2                   | Ingen                                                |
| Resident Evil Outbreak File #2               | 2004             | PlayStation 2                   | Ingen                                                |
| Resident Evil 4                              | 2005             | Gamecube                        | PC, Wii, PlayStation 2, Mobiltelefon (kun Japan)     |
| Resident Evil Confidential Report            | 2006             | Mobiltelefon                    | Ingen                                                |
| Resident Evil: The Missions/ The Missions 3D | 2007             | Mobiltelefon                    | Ingen                                                |
| Resident Evil: The Umbrella Chronicles       | 2007             | Wii                             | Ingen                                                |
| Resident Evil: Genesis                       | 2007             | Mobiltelefon                    | Ingen                                                |
| Resident Evil 5                              | 2009             | Playstation 3, Xbox 360,PC      | Ingen                                                |
| Resident Evil: The Darkside Chronicles       | 2009             | Wii                             | Ingen                                                |
| Resident evil 6                              | 2013             | Pc, ps3. ps4. xbox360, Xbox one | ingen                                                |
| Resident evil 7: Biohazard                   | 2017             | Pc, ps4, Xbox one               | ingen                                                |

| computerspil | Spire Denne computerspilsrelaterede artikel er en spire som bør udbygges. Du er velkommen til at hjælpe Wikipedia ved at udvide den. |